# Gohliser Schlösschen

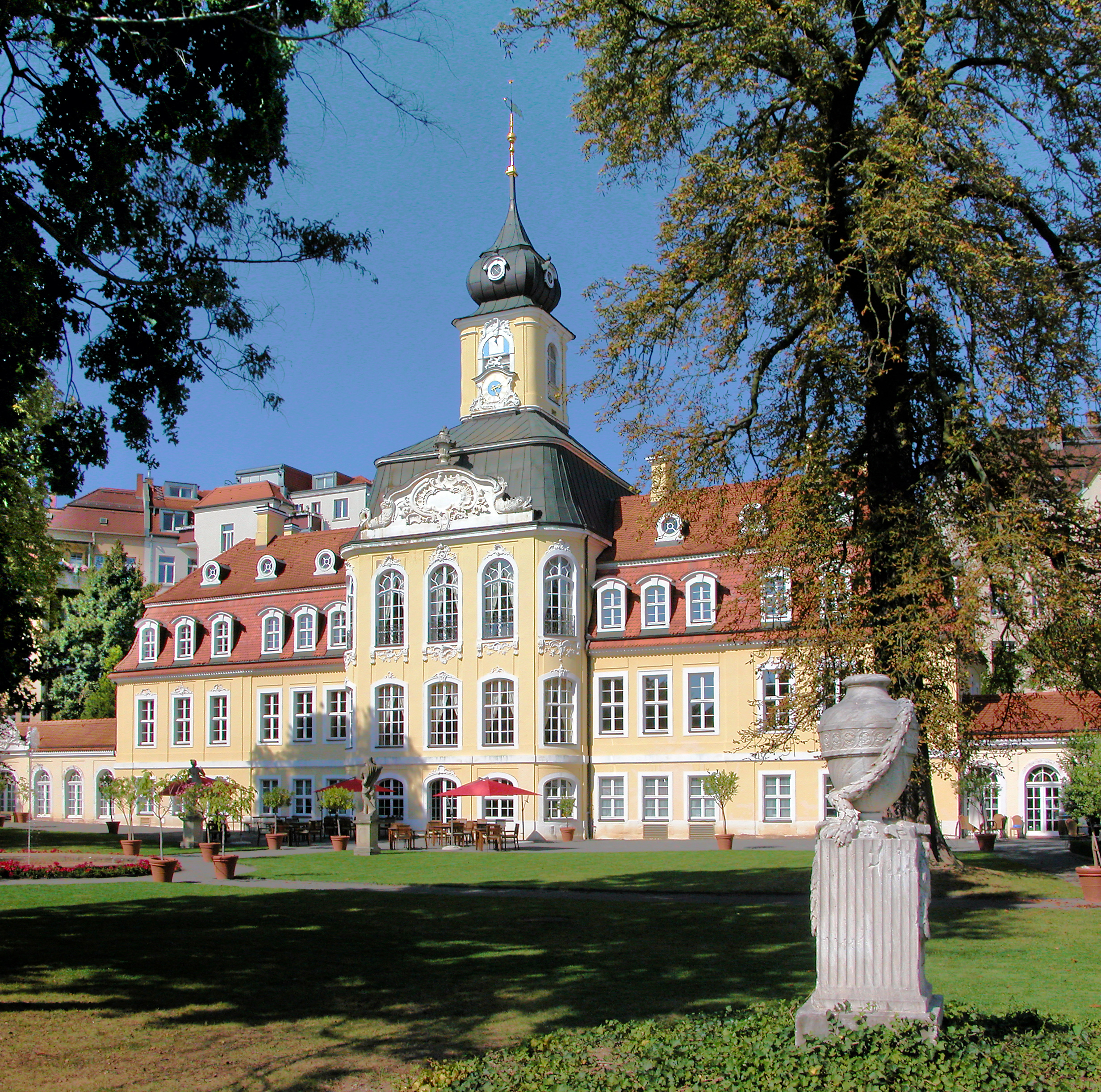
Südseite (Garten) (2008)

Das Gohliser Schlösschen ist ein als repräsentatives bürgerliches Landhaus errichtetes Gebäude des Rokoko im Leipziger Stadtteil Gohlis. Es gehört zu den Sehenswürdigkeiten der Stadt.

## Lage

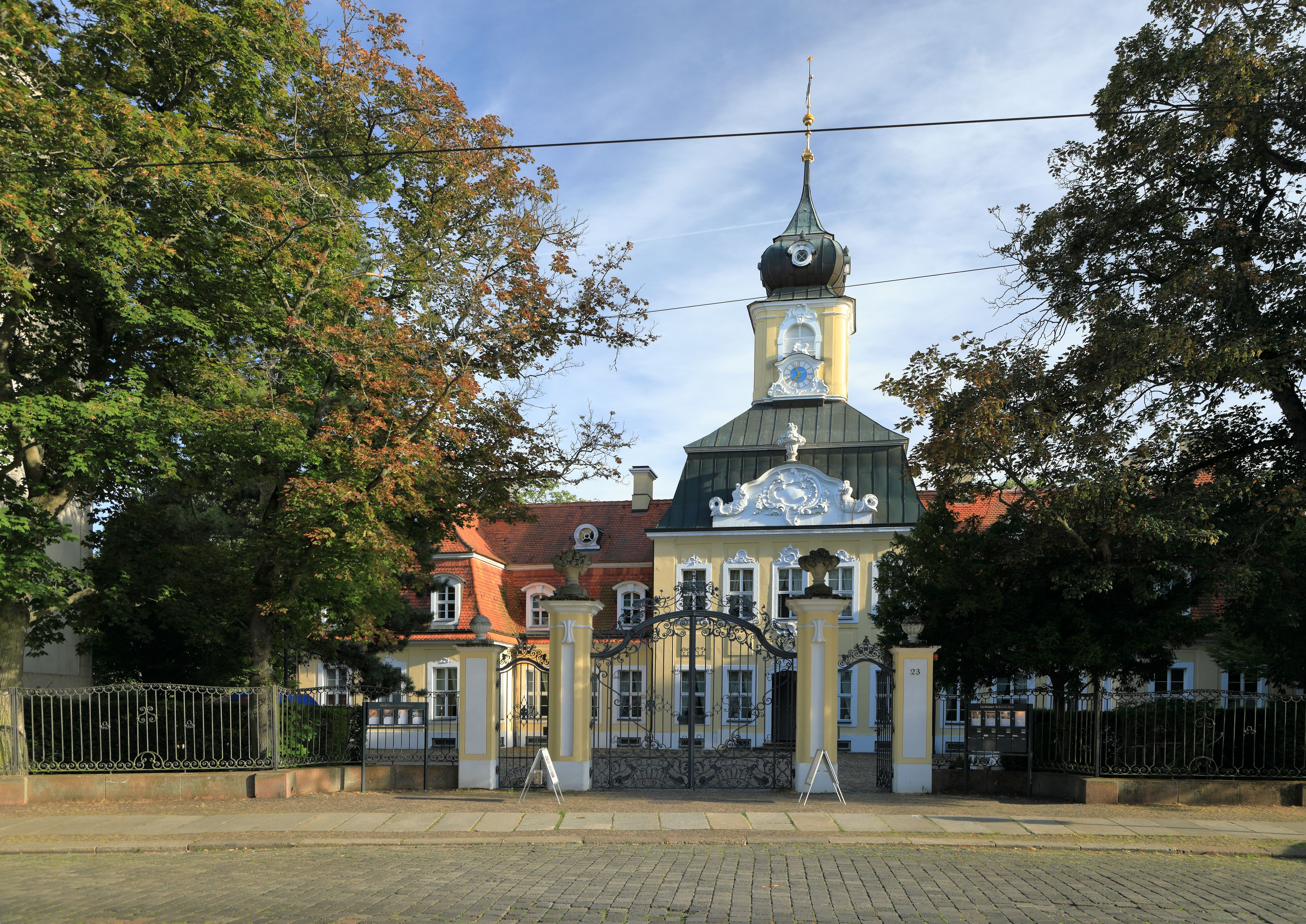
Nordseite (Hofseite) (2022)

Das Areal des Gohliser Schlösschens erstreckt sich zwischen der Menckestraße (Hofseite) und dem Poetenweg (Gartenseite) in Leipzig-Gohlis. Vom Stadtzentrum ist es etwa zwei Kilometer und über die Turmgutstraße und die Parthenbrücke nur 200 Meter vom Rosental entfernt.

## Geschichte
In den Jahren 1755/56 ließ sich der Leipziger Ratsherr und Ratsbaumeister Johann Caspar Richter (1708–1770) im nordwestlich von Leipzig gelegenen Dorf Gohlis ein Sommerpalais erbauen. Das Grundstück, auf dem der Bau errichtet wurde, entstand durch Zusammenlegung zweier aneinandergrenzender Bauerngüter, die Christiana Regina Richter, der Ehefrau des Bauherrn, gehörten. Aus vergleichenden Studien wird angenommen, dass der vom Dresdner Landbaumeister Johann Christoph Knöffel beeinflusste Leipziger städtische Baumeister Friedrich Seltendorff den Entwurf geliefert hat.

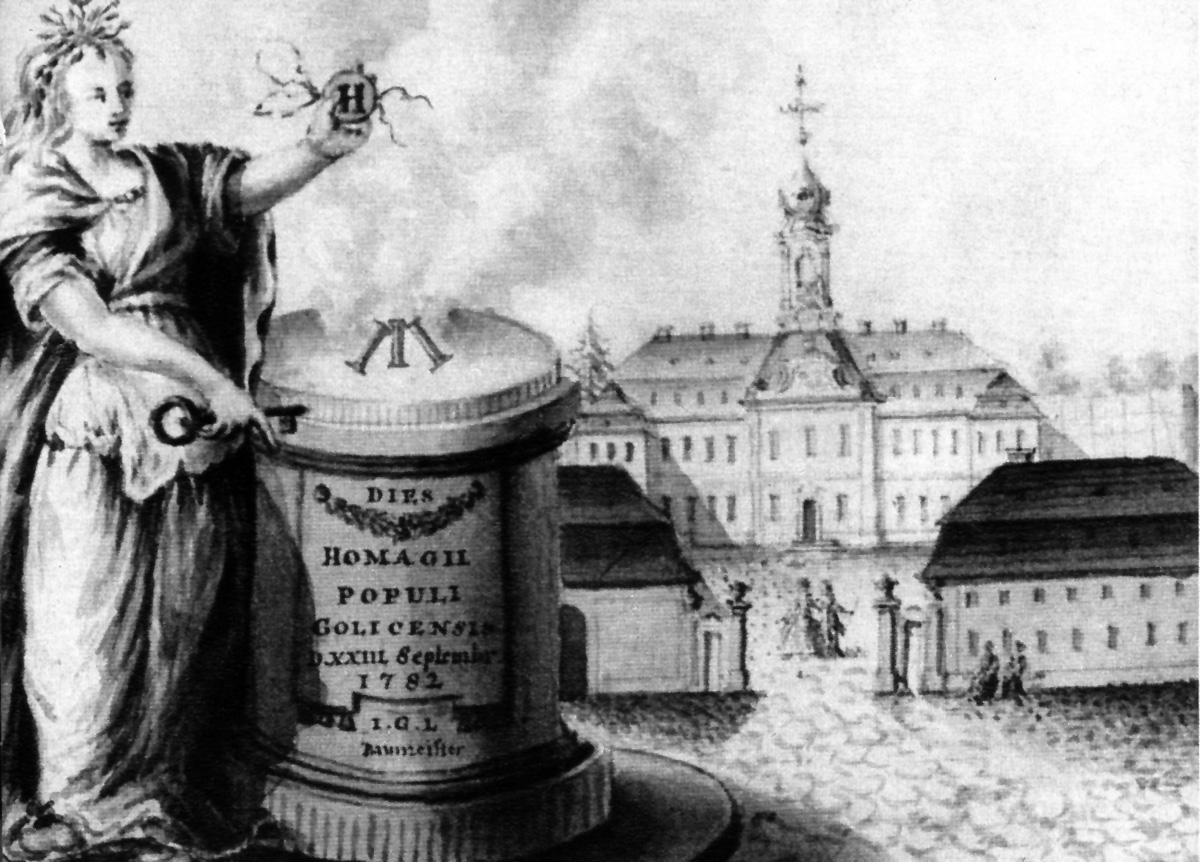
Die Hofseite des Gohliser Schlösschens auf einer Zeichnung von 1782

Wegen der hohen Kontributionszahlungen, die Richter als wohlhabender Leipziger Bürger im Siebenjährigen Krieg zu leisten hatte, verzögerte sich der Innenausbau. Nach dem Tode Johann Caspar Richters im Jahre 1770 vollendete diesen der nächste Ehemann der Witwe Richters, Johann Gottlob Böhme (1717–1780), Professor für Geschichte an der Leipziger Universität. Dabei schuf der Leipziger Maler und Bildhauer Adam Friedrich Oeser die Gemälde im Festsaal des Schlösschens. Das Schlösschen kann in dieser Zeit als ein geistiges Zentrum angesehen werden. Georg Joachim Göschen und Christian Gottfried Körner sollen Gäste gewesen sein, ebenso wie Friedrich Schiller während seines Aufenthaltes 1785 in Gohlis.

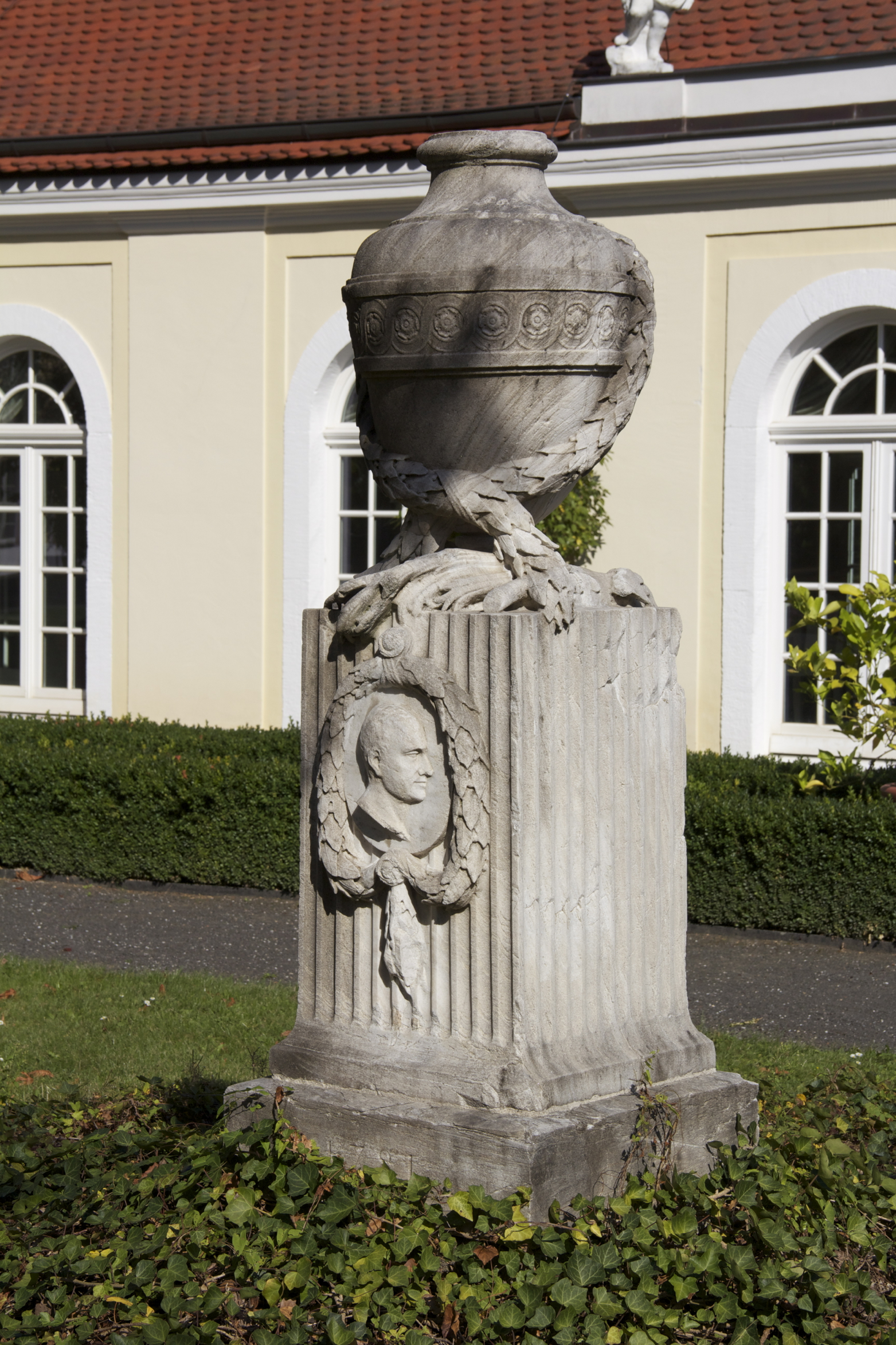
Sulzer-Gellert-Denkmal von Oeser, 1781

1793 fiel das Gohliser Schlösschen testamentarisch an die Stadt Leipzig. In der Völkerschlacht bei Leipzig bot es zunächst hohen Militärs Quartier, um zuletzt als Militärhospital zu dienen. 1832 verkaufte es der Rat der Stadt an die Familie von Alvensleben, von der es in der nächsten Generation an den Leipziger Kaufmann Christoph Georg Conrad Nitzsche kam. 1906 wurde die Stadt endgültig Eigentümerin des Bauwerks.
Nach einer Sanierung 1934/35 wurde es als „Haus der Kultur“ der Öffentlichkeit zugänglich gemacht und für kulturelle Veranstaltungen genutzt. Von 1951 bis 1985 hatte auch das Bach-Archiv Leipzig hier seinen Sitz.
Bei der Generalsanierung von 1990 bis 1998 wurde das Gebäude wieder in den Zustand des 18. Jahrhunderts versetzt. Ab 1998 betrieb das Kulturamt der Stadt Leipzig das Haus. Ende 2003 erzwangen Sparmaßnahmen die Schließung. Zwischen 2004 und 2020 war der Freundeskreis Gohliser Schlösschen e. V. der Betreiber der Anlage. Seit dem 1. April 2021 ist die neu gegründete Gohliser Schlösschen | Musenhof am Rosental gemeinnützige GmbH Betreiber der Schlossanlage. Ziel ist es, das kulturhistorisch bedeutende Gebäude und den dazugehörigen Barockgarten, unter strenger Einhaltung der Denkmalschutzauflagen, in seiner originalen Bausubstanz zu erhalten. Gleichzeitig soll die gesamte Schlossanlage einer möglichst breiten Öffentlichkeit zugänglich gemacht werden. Durch kulturell ansprechende und abwechslungsreiche Veranstaltungsformate, flexible Raumangebote und bedarfsgerechte Öffnungszeiten wird die heitere Stimmung und Leichtigkeit des Rokoko transportiert und das Gohliser Schlösschen zu einem Zentrum gesellschaftlichen Lebens und bürgerlicher Verantwortung entwickelt. Die Räumlichkeiten werden für Konzert- und Theaterveranstaltungen sowie Ausstellungen genutzt. Der Oesersaal im Obergeschoss steht für standesamtliche und freie Trauungen zur Verfügung, während der von der Gartenanlage aus begehbare Steinsaal Trauerfeiern einen würdigen Rahmen gibt. Es finden Führungen statt und einige Räume werden als Kulturcafé gastronomisch bewirtschaftet, bzw. können für Firmen- oder private Familienfeiern gebucht werden.

## Architektur

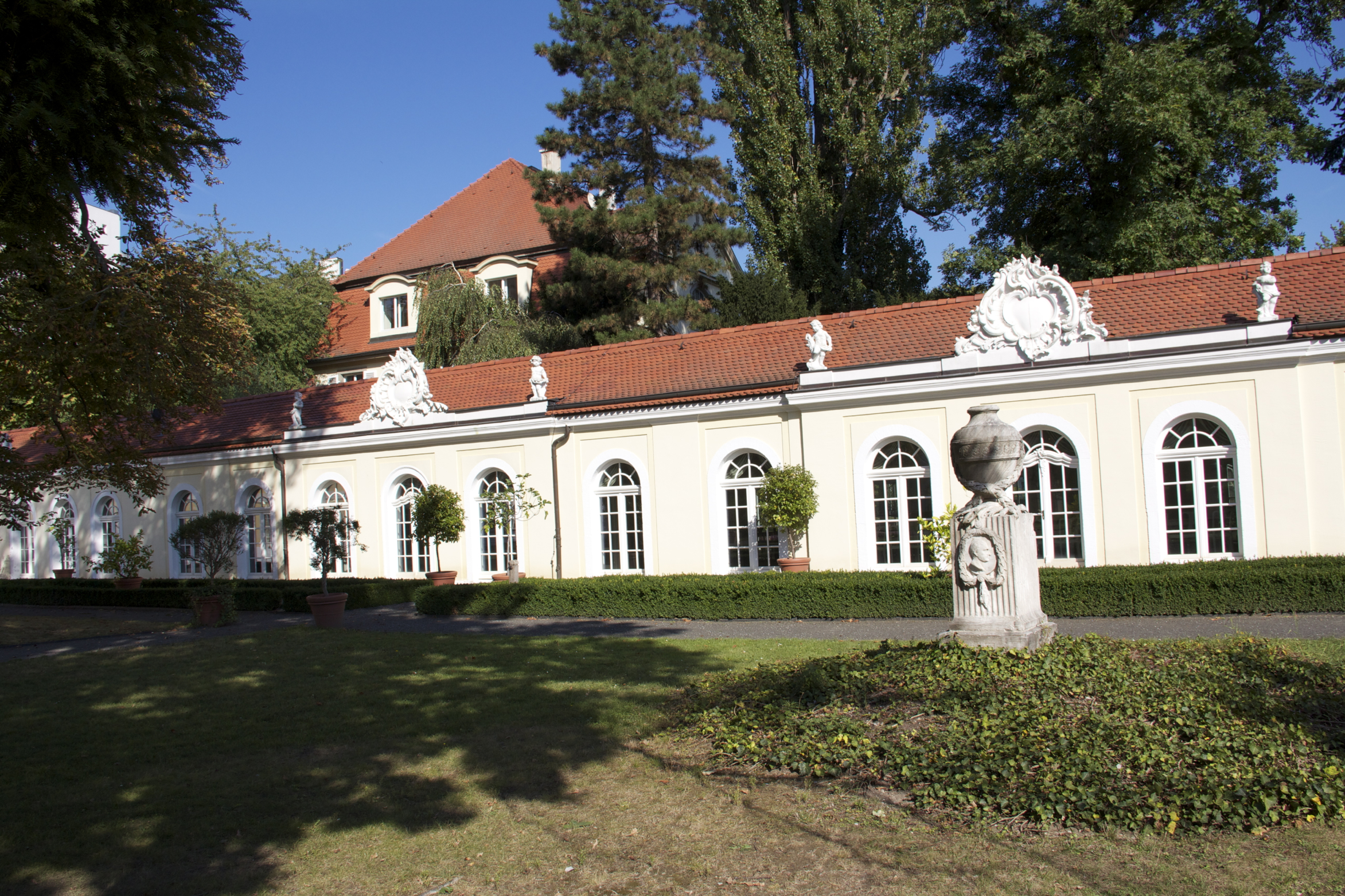
Nebengebäude

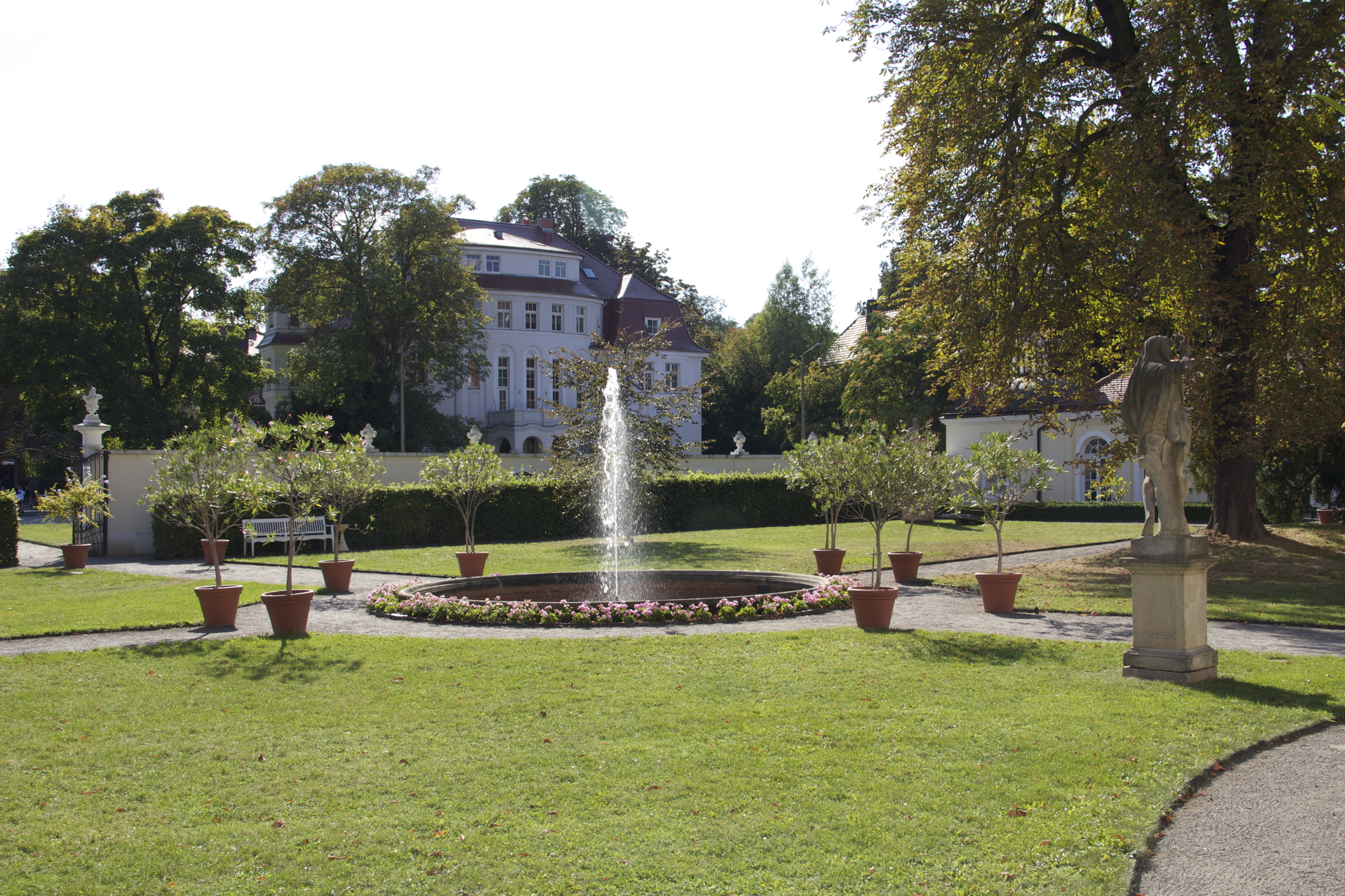
Park

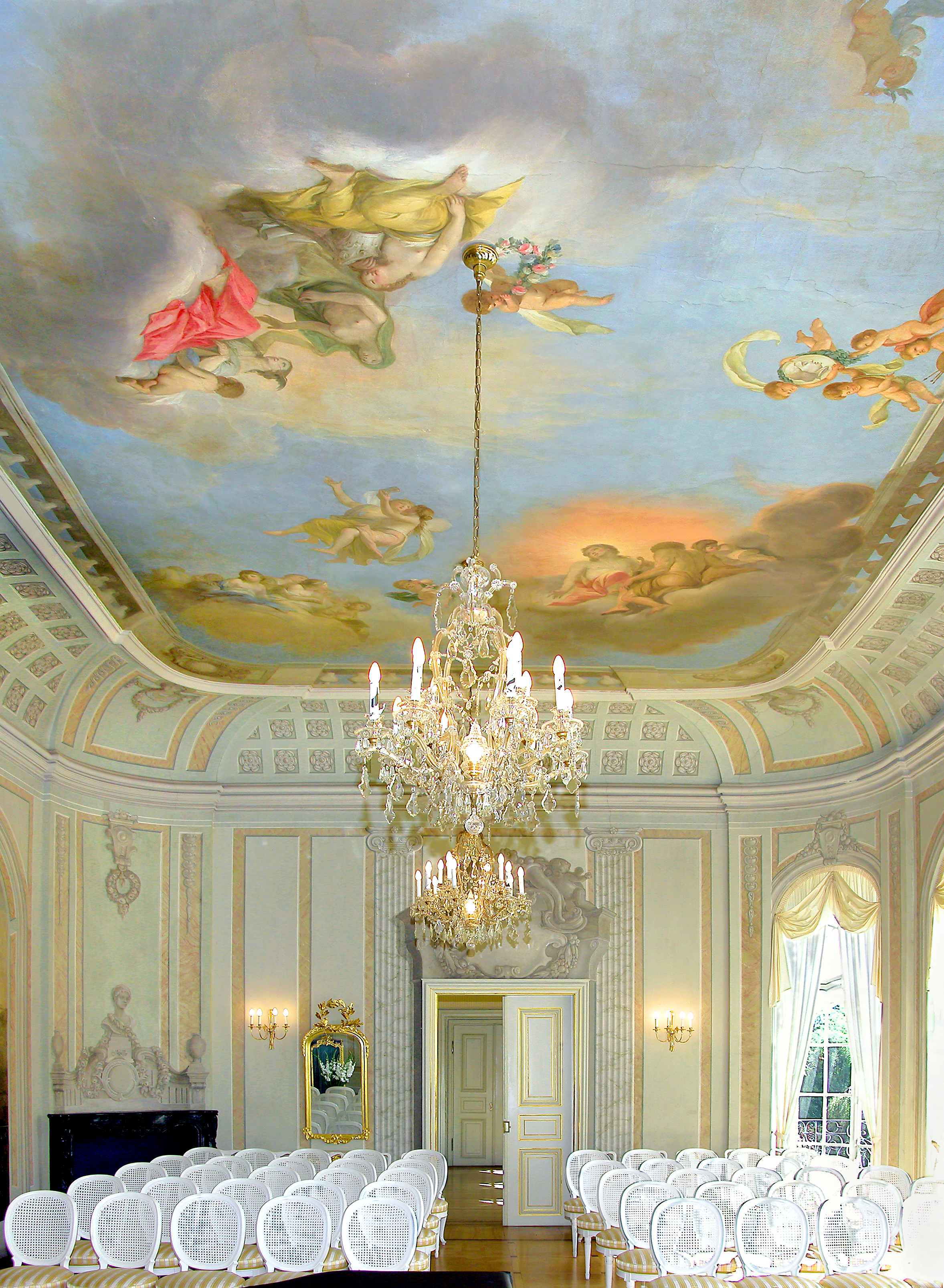
Festsaal mit Deckengemälde „Lebensweg der Psyche“ von A. F. Oeser, vollendet 1779.

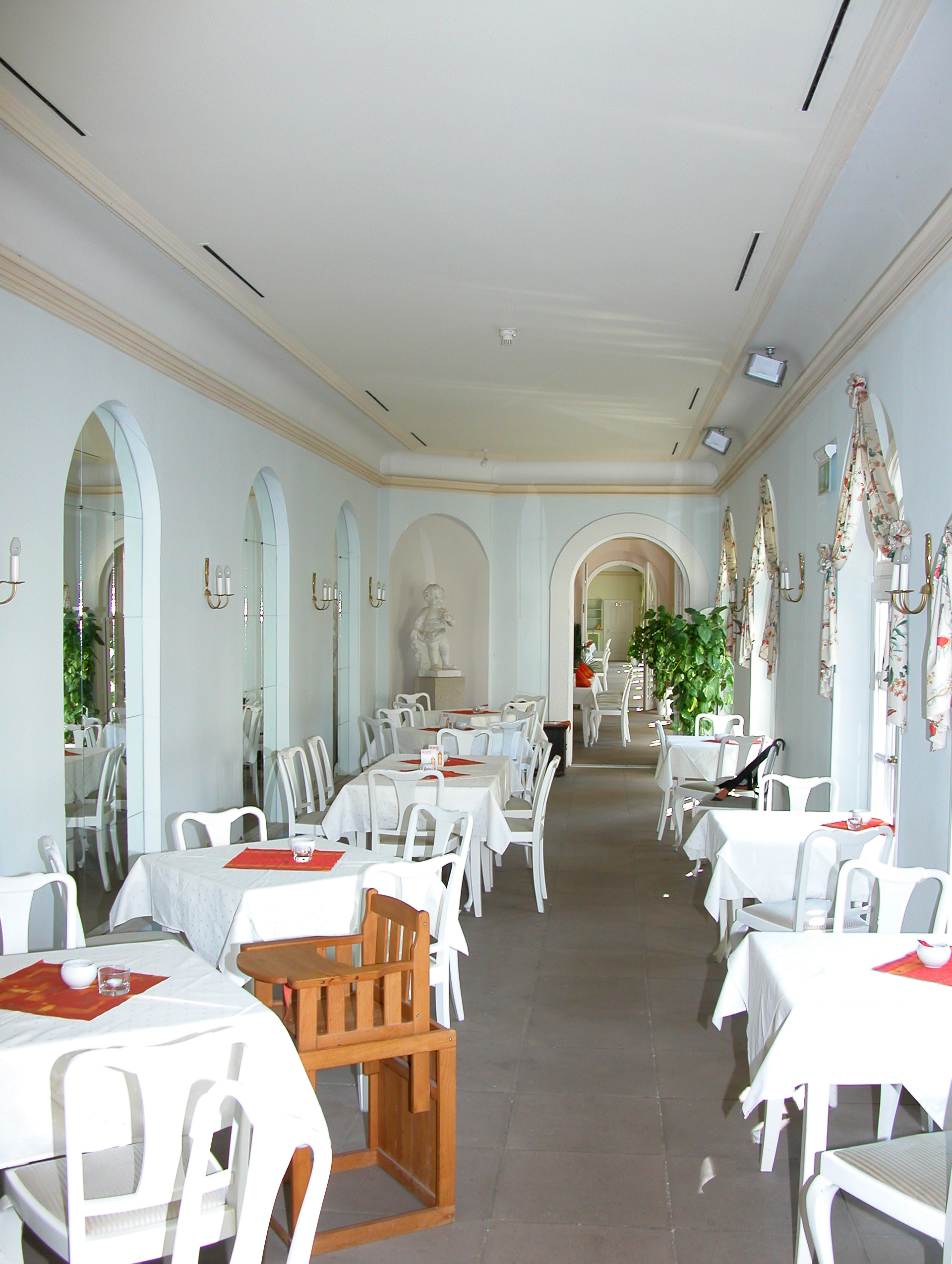
Östlicher Anbau, ehemals die Kegelbahn, jetzt Café

Der Hauptbau des Gohliser Schlösschens ist eine etwa 40 Meter breite Dreiflügelanlage mit nur vier Meter langen Seitenflügeln zur Hofseite. Der Risalit am Mittelteil ist zur Hofseite eben und zur Gartenseite nach außen gewölbt und jeweils durch Lisenen leicht gegliedert. Darüber erhebt sich ein 56 Meter hoher turmartiger Aufbau, weshalb die Anlage früher auch Turmgut genannt wurde. Wegen der Hanglage ergibt sich außer dem Erd- und Obergeschoss der Hofseite auf der Gartenseite noch ein Sockelgeschoss. An den Risaliten und dem Turmaufbau befinden sich Schmuckelemente des Rokoko (Rocaillen).
Der Mittelteil enthält zur Gartenseite übereinander drei repräsentative Räume. Im Sockelgeschoss befindet sich der Stein- oder Gartensaal, ein Gewölberaum. Darüber folgt der Salon und im Obergeschoss der Festsaal. Das Deckengemälde dieses Saales zeigt eine Darstellung des „Lebenswegs der Psyche“ von Adam Friedrich Oeser. Neben der Tür befinden sich zwei abendliche Phantasielandschaften desselben Malers. Im Festsaal finden Konzerte und andere kulturelle Veranstaltungen statt.
Die Zimmer neben den Sälen werden jeweils über einen auf der Hofseite gelegenen einfachen Gang erreicht und enthalten Ausstellungsstücke zur Geschichte des Hauses und Beispielmöblierungen, denn von der Originalausstattung des Hauses ist bei seiner bewegten Geschichte nicht viel erhalten. Das Schlösschen besitzt als bürgerliches Landhaus auch keine repräsentativen Entreeräume und kein prunkvolles Treppenhaus. Wegen des langen Zeitraumes zwischen Errichtung und Innenausbau des Hauses ist Letzterer auch nicht mehr durch das Rokoko geprägt, sondern schon durch den Klassizismus.
An das Hauptgebäude schließen sich nach dem Garten zwei etwa 50 Meter lange, eingeschossige Anbauten an. Im östlichen, der jetzt als Café dient, waren ehemals eine Kegelbahn und ein Billardzimmer untergebracht. Der westliche war die Orangerie. Der Garten enthält einen zentralen Zierbrunnen und einige Statuen, darunter das bis 1937 auf dem Königsplatz (heute Wilhelm-Leuschner-Platz) befindliche Standbild des ersten sächsischen Königs Friedrich August I., ebenfalls ein Werk Adam Friedrich Oesers.
Von allen großbürgerlichen Schloss- und Gutsanlagen der Barockzeit, die in und um die reiche Handelsstadt Leipzig verstreut lagen, ist das Gohliser Schlösschen das letzte noch erhaltene, weil es nicht – wie viele barocke Prachtbauten der Innenstadt auch – der Grundstücksspekulation um 1900 zum Opfer fiel.